# Andronikos I Komnenos
Andronikos I Komnenos (Grieks: Ανδρόνικος Α’ Κομνηνός, Andronikos I Komninos) (Constantinopel, ± 1120 – aldaar, 12 september 1185) was van 1183 tot aan zijn dood keizer van Byzantium. Hij was een kleinzoon van Alexios I Komnenos.
Andronikos kwam aan de macht door zijn jonge voorganger Alexios II en zijn moeder uit de weg te ruimen en de twaalfjarige weduwe Agnes te huwen. Al vlug bleek hij paranoïde te zijn en wou al zijn tegenstanders van kant maken. Eerder had hij reeds alle Latijnen laten vermoorden. 
Als in 1185 Willem II van Sicilië Byzantium aanviel, haastte Andronikos zich naar Thessaloniki om de plundering van de stad tegen te houden. Intussen nam Isaäk II Angelos de macht in Constantinopel. Terug in de hoofdstad werd Andronikos in een volksopstand op beestachtige wijze omgebracht. 